# Willy Boly
Willy Boly (Melun, 3 febbraio 1991) è un calciatore francese naturalizzato ivoriano, difensore del Nottingham Forest e della nazionale ivoriana, con la quale ha vinto la Coppa d'Africa nel 2024.

## Caratteristiche tecniche
Di ruolo difensore centrale, grazie anche alla sua altezza è abile nel colpire la palla di testa.

## Carriera

### Club
Nel febbraio del 2011 ha firmato con l'Auxerre il suo primo contratto da professionista, che scadrà nel 2014, con un'opzione per l'anno successivo.
Il 20 aprile 2011 ha fatto il suo esordio nella massima serie francese nella partita contro il Tolosa vinta 1-0 dall'Auxerre. Il suo primo gol è arrivato quattro giorni dopo il suo esordio, infatti il 24 aprile ha segnato una rete nella partita pareggiata 1-1 con il Lens.

### Nazionale

#### Francia
Ha giocato alcune partite con le rappresentative francesi Under-16, Under-17, Under-19 ed Under-20.

#### Costa d'Avorio
Dal settembre del 2019 diventa eleggibile per la nazionale ivoriana, e viene convocato dal selezionatore Ibrahim Kamara in vista di due amichevoli in territorio francese.

## Statistiche

### Presenze e reti nei club
Statistiche aggiornate al 22 maggio 2024.
| Stagione                 | Squadra                  | Campionato               | Campionato | Campionato | Coppe nazionali | Coppe nazionali | Coppe nazionali | Coppe continentali | Coppe continentali | Coppe continentali | Altre coppe | Altre coppe | Altre coppe | Totale | Totale |
| Stagione                 | Squadra                  | Comp                     | Pres       | Reti       | Comp            | Pres            | Reti            | Comp               | Pres               | Reti               | Comp        | Pres        | Reti        | Pres   | Reti   |
| ------------------------ | ------------------------ | ------------------------ | ---------- | ---------- | --------------- | --------------- | --------------- | ------------------ | ------------------ | ------------------ | ----------- | ----------- | ----------- | ------ | ------ |
| 2010-2011                | Auxerre                  | L1                       | 8          | 1          | CF+CdL          | 0+0             | 0+0             | -                  | -                  | -                  | -           | -           | -           | 8      | 1      |
| 2011-2012                | Auxerre                  | L1                       | 33         | 1          | CF+CdL          | 2+2             | 0+0             | -                  | -                  | -                  | -           | -           | -           | 37     | 1      |
| 2012-2013                | Auxerre                  | L2                       | 25         | 1          | CF+CdL          | 0+2             | 0+0             | -                  | -                  | -                  | -           | -           | -           | 27     | 1      |
| 2013-2014                | Auxerre                  | L2                       | 30         | 0          | CF+CdL          | 3+4             | 1+0             | -                  | -                  | -                  | -           | -           | -           | 37     | 1      |
| ago. 2014                | Auxerre                  | L2                       | 1          | 0          | CF+CdL          | 0+2             | 0+0             | -                  | -                  | -                  | -           | -           | -           | 3      | 0      |
| Totale Auxerre           | Totale Auxerre           | Totale Auxerre           | 97         | 3          |                 | 15              | 1               |                    | -                  | -                  |             | -           | -           | 112    | 4      |
| 2014-2015                | Braga                    | PL                       | 0          | 0          | TP+CdL          | 0+1             | 0+0             | -                  | -                  | -                  | -           | -           | -           | 1      | 0      |
| 2015-2016                | Braga                    | PL                       | 22         | 2          | TP+CdL          | 5+1             | 0+0             | UEL                | 12                 | 0                  | -           | -           | -           | 40     | 2      |
| ago. 2016                | Braga                    | PL                       | 3          | 0          | TP+CdL          | 0+0             | 0+0             | UEL                | -                  | -                  | SP          | 1           | 0           | 4      | 0      |
| Totale Braga             | Totale Braga             | Totale Braga             | 25         | 2          |                 | 7               | 0               |                    | 12                 | 0                  |             | 1           | 0           | 45     | 2      |
| set. 2016-2017           | Porto                    | PL                       | 4          | 0          | TP+CdL          | 1+2             | 0+0             | UCL                | 1                  | 0                  | -           | -           | -           | 8      | 0      |
| 2017-2018                | Wolverhampton            | FLC                      | 36         | 3          | FACup+ CdL      | 0+1             | 0+0             | -                  | -                  | -                  | -           | -           | -           | 37     | 3      |
| 2018-2019                | Wolverhampton            | PL                       | 36         | 4          | FACup+ CdL      | 5+0             | 0+0             | -                  | -                  | -                  | -           | -           | -           | 41     | 4      |
| 2019-2020                | Wolverhampton            | PL                       | 22         | 0          | FACup+ CdL      | 0+0             | 0+0             | UEL                | 13                 | 1                  | -           | -           | -           | 35     | 1      |
| 2020-2021                | Wolverhampton            | PL                       | 21         | 1          | FACup+ CdL      | 1+1             | 0+0             | -                  | -                  | -                  | -           | -           | -           | 23     | 1      |
| 2021-2022                | Wolverhampton            | PL                       | 10         | 0          | FACup+ CdL      | 0+1             | 0+0             | -                  | -                  | -                  | -           | -           | -           | 11     | 0      |
| Totale Wolverhampton     | Totale Wolverhampton     | Totale Wolverhampton     | 125        | 8          |                 | 9               | 0               |                    | 13                 | 1                  |             | -           | -           | 147    | 9      |
| 2022-2023                | Nottingham Forest        | PL                       | 11         | 0          | FACup+ CdL      | 0+4             | 0+1             | -                  | -                  | -                  | -           | -           | -           | 15     | 1      |
| 2023-2024                | Nottingham Forest        | PL                       | 20         | 2          | FACup+ CdL      | 0+1             | 0+0             | -                  | -                  | -                  | -           | -           | -           | 21     | 2      |
| Totale Nottingham Forest | Totale Nottingham Forest | Totale Nottingham Forest | 31         | 2          |                 | 5               | 1               |                    | -                  | -                  |             | -           | -           | 36     | 3      |
| Totale carriera          | Totale carriera          | Totale carriera          | 282        | 15         |                 | 39              | 2               |                    | 26                 | 1                  |             | 1           | 0           | 348    | 18     |

### Cronologia presenze e reti in nazionale
| Cronologia completa delle presenze e delle reti in nazionale ― Costa d'Avorio | Cronologia completa delle presenze e delle reti in nazionale ― Costa d'Avorio | Cronologia completa delle presenze e delle reti in nazionale ― Costa d'Avorio | Cronologia completa delle presenze e delle reti in nazionale ― Costa d'Avorio | Cronologia completa delle presenze e delle reti in nazionale ― Costa d'Avorio | Cronologia completa delle presenze e delle reti in nazionale ― Costa d'Avorio | Cronologia completa delle presenze e delle reti in nazionale ― Costa d'Avorio | Cronologia completa delle presenze e delle reti in nazionale ― Costa d'Avorio |
| Data                                                                          | Città                                                                         | In casa                                                                       | Risultato                                                                     | Ospiti                                                                        | Competizione                                                                  | Reti                                                                          | Note                                                                          |
| ----------------------------------------------------------------------------- | ----------------------------------------------------------------------------- | ----------------------------------------------------------------------------- | ----------------------------------------------------------------------------- | ----------------------------------------------------------------------------- | ----------------------------------------------------------------------------- | ----------------------------------------------------------------------------- | ----------------------------------------------------------------------------- |
| 12-11-2020                                                                    | Abidjan                                                                       | Costa d'Avorio                                                                | 2 – 1                                                                         | Madagascar                                                                    | Qual. Coppa d'Africa 2021                                                     | -                                                                             |                                                                               |
| 17-11-2020                                                                    | Antananarivo                                                                  | Madagascar                                                                    | 1 – 1                                                                         | Costa d'Avorio                                                                | Qual. Coppa d'Africa 2021                                                     | -                                                                             |                                                                               |
| 26-3-2021                                                                     | Niamey                                                                        | Niger                                                                         | 0 – 3                                                                         | Costa d'Avorio                                                                | Qual. Coppa d'Africa 2021                                                     | -                                                                             |                                                                               |
| 30-3-2021                                                                     | Abidjan                                                                       | Costa d'Avorio                                                                | 3 – 1                                                                         | Etiopia                                                                       | Qual. Coppa d'Africa 2021                                                     | 1                                                                             |                                                                               |
| 12-6-2021                                                                     | Cape Coast                                                                    | Ghana                                                                         | 0 – 0                                                                         | Costa d'Avorio                                                                | Amichevole                                                                    | -                                                                             |                                                                               |
| 6-9-2021                                                                      | Abidjan                                                                       | Costa d'Avorio                                                                | 2 – 1                                                                         | Camerun                                                                       | Qual. Mondiali 2022                                                           | -                                                                             | 69’                                                                           |
| 8-10-2021                                                                     | Johannesburg                                                                  | Malawi                                                                        | 0 – 3                                                                         | Costa d'Avorio                                                                | Qual. Mondiali 2022                                                           | -                                                                             |                                                                               |
| 11-10-2021                                                                    | Cotonou                                                                       | Costa d'Avorio                                                                | 2 – 1                                                                         | Malawi                                                                        | Qual. Mondiali 2022                                                           | -                                                                             |                                                                               |
| 13-11-2021                                                                    | Cotonou                                                                       | Costa d'Avorio                                                                | 3 – 0                                                                         | Mozambico                                                                     | Qual. Mondiali 2022                                                           | -                                                                             |                                                                               |
| 16-11-2021                                                                    | Douala                                                                        | Camerun                                                                       | 1 – 0                                                                         | Costa d'Avorio                                                                | Qual. Mondiali 2022                                                           | -                                                                             | 58’                                                                           |
| 25-3-2022                                                                     | Marsiglia                                                                     | Francia                                                                       | 2 – 1                                                                         | Costa d'Avorio                                                                | Amichevole                                                                    | -                                                                             |                                                                               |
| 29-3-2022                                                                     | Londra                                                                        | Inghilterra                                                                   | 3 – 0                                                                         | Costa d'Avorio                                                                | Amichevole                                                                    | -                                                                             | 46’                                                                           |
| 3-6-2022                                                                      | Yamoussoukro                                                                  | Costa d'Avorio                                                                | 3 – 1                                                                         | Zambia                                                                        | Qual. Coppa d'Africa 2023                                                     | -                                                                             | 81’                                                                           |
| 17-11-2023                                                                    | Abidjan                                                                       | Costa d'Avorio                                                                | 9 – 0                                                                         | Seychelles                                                                    | Qual. Mondiali 2026                                                           | -                                                                             |                                                                               |
| 20-11-2023                                                                    | Dar es Salaam                                                                 | Gambia                                                                        | 0 – 2                                                                         | Costa d'Avorio                                                                | Qual. Mondiali 2026                                                           | -                                                                             |                                                                               |
| 6-1-2024                                                                      | San-Pédro                                                                     | Costa d'Avorio                                                                | 5 – 1                                                                         | Sierra Leone                                                                  | Amichevole                                                                    | -                                                                             | 46’                                                                           |
| 13-1-2024                                                                     | Abidjan                                                                       | Costa d'Avorio                                                                | 2 – 0                                                                         | Guinea-Bissau                                                                 | Coppa d'Africa 2023 - 1º turno                                                | -                                                                             | 77’                                                                           |
| 22-1-2024                                                                     | Abidjan                                                                       | Guinea Equatoriale                                                            | 4 – 0                                                                         | Costa d'Avorio                                                                | Coppa d'Africa 2023 - 1º turno                                                | -                                                                             | 72’ 84’                                                                       |
| 3-2-2024                                                                      | Bouaké                                                                        | Mali                                                                          | 1 – 2 dts                                                                     | Costa d'Avorio                                                                | Coppa d'Africa 2023 - Quarti di finale                                        | -                                                                             | 46’                                                                           |
| 7-2-2024                                                                      | Abidjan                                                                       | Costa d'Avorio                                                                | 1 – 0                                                                         | RD del Congo                                                                  | Coppa d'Africa 2023 - Semifinale                                              | -                                                                             |                                                                               |
| 23-3-2024                                                                     | Amiens                                                                        | Costa d'Avorio                                                                | 2 – 2                                                                         | Benin                                                                         | Amichevole                                                                    | -                                                                             | 40’                                                                           |
| Totale                                                                        |                                                                               | Presenze                                                                      | 21                                                                            |                                                                               | Reti                                                                          | 1                                                                             |                                                                               |

## Palmarès

### Club

#### Competizioni nazionali
- Coppa del Portogallo: 1

Sporting Braga: 2015-2016
- Campionato inglese di seconda divisione: 1

Wolverhampton: 2017-2018

### Nazionale
- Coppa d'Africa: 1

Costa d'Avorio 2023